# Entanoneura albertisii
Entanoneura albertisii is een insect uit de familie van de Mantispidae, die tot de orde netvleugeligen (Neuroptera) behoort. 
Entanoneura albertisii is voor het eerst wetenschappelijk beschreven door Navás in 1929.